# Топса
Топса (рос. Топса) — присілок в Виноградовському районі Архангельської області Російської Федерації.
Населення становить 243 особи. Органом місцевого самоврядування до 2021 року було Рочегодське муніципальне утворення.

## Історія
Від 1937 року належить до Архангельської області.
Від 2004 року належить до муніципального утворення Рочегодське муніципальне утворення.

## Населення
| 2002 | 2010 | 2012 |
| ---- | ---- | ---- |
| 380  | ↘288 | ↘243 |